# Neoechinorhynchus limi
Neoechinorhynchus limi är en hakmaskart som beskrevs av Muzzall och Buckner 1982. Neoechinorhynchus limi ingår i släktet Neoechinorhynchus och familjen Neoechinorhynchidae. Inga underarter finns listade i Catalogue of Life.